# Tramwaje w Piekarach Śląskich
Tramwaje w Piekarach Śląskich – element systemu transportu tramwajowego Górnośląsko-Zagłębiowskiej Metropolii funkcjonujący w latach 1894–2006 w Piekarach Śląskich.

## Historia
Otwarcie połączeń tramwajowych do Piekar Śląskich przez Szarlej do Bazyliki nastąpiło 25 kwietnia 1894 roku. Był to początkowo wąskotorowy tramwaj parowy pracujący na rozstawie szyn 785 mm. Od 1899 roku rozpoczęto elektryfikację sieci oraz przekuwanie torów na normalnotorowe.
W 1949 roku przeprowadzono remont sieci polegającej na wymianie torów. Wówczas do obsługi połączeń do Piekar rozpoczęły obsługiwać wagony typu N. W latach 1951–1952 z okolic kopalni Nowy Orzeł Biały do Brzezin Śląskich, a w 1958 roku zostały uruchomione połączenia do Dąbrówki Wielkiej w Brzezinach Śląskich będących w późniejszych latach częścią Piekar Śląskich.
Lata 70. były początkiem upadku sieci tramwajowej w Piekarach Śląskich. Sieć stawała się nierentowna z powodu przestarzałej infrastruktury oraz spadku liczby pasażerów, dlatego w 1979 zlikwidowano połączenia z Szarleju do Bazyliki. Następnie w 1982 roku zlikwidowano linię tramwajową do Szarleju pozostawiając na kolejne lata tylko linię do pętli w Dąbrówce Wielkiej.
W 2006 roku zlikwidowano połączenia tramwajowe do Dąbrówki Wielkiej, które w ostatnich latach funkcjonowania były obsługiwane przez wagony 105N.